# Table Mountain (comté de Wicklow)
Ne doit pas être confondu avec Montagne de la Table ou La Table (montagne).
Table Mountain (littéralement « montagne de la table » ; en irlandais : Binn) est le seizième plus haut sommet des montagnes de Wicklow, avec 702 mètres d'altitude, en Irlande.